# 馬杜賴縣

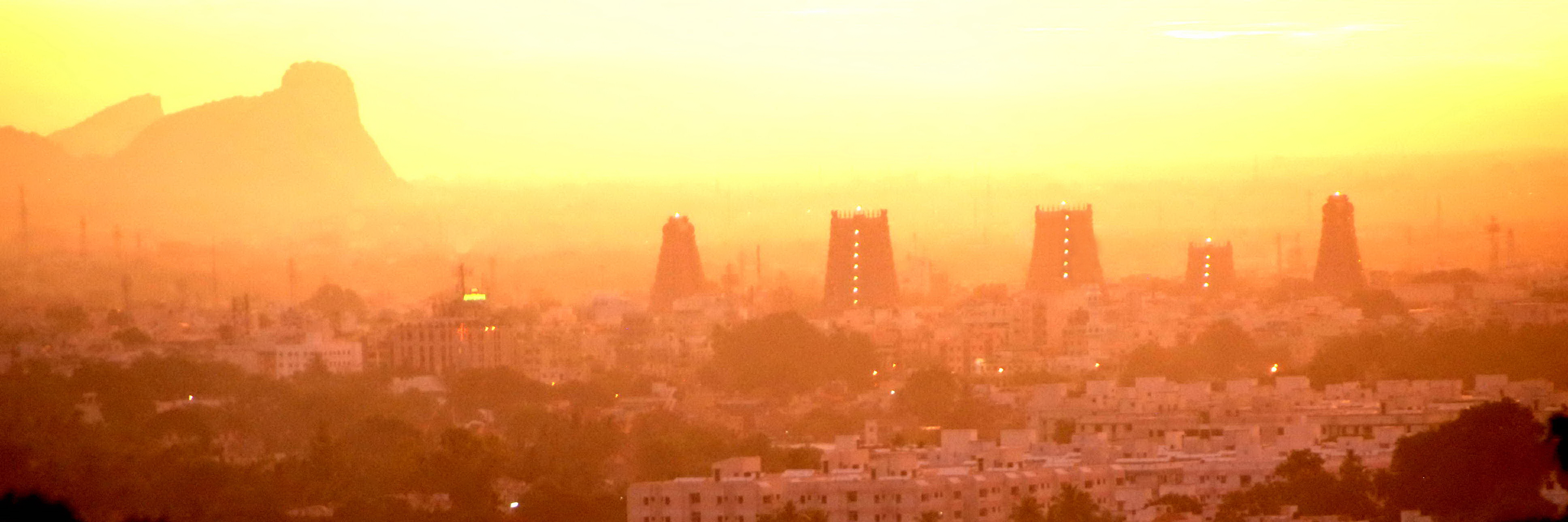

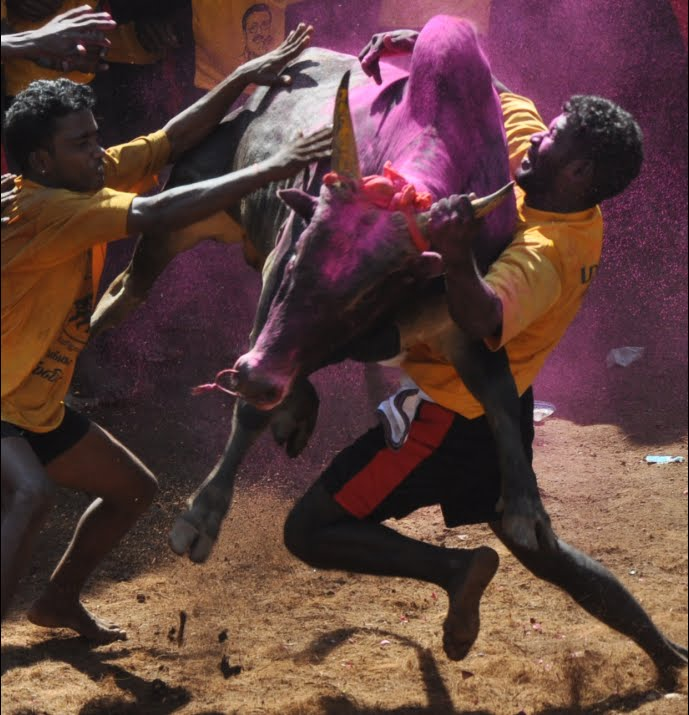

馬杜賴縣（英語：Madurai district）是印度的一個縣，位於該國南部，由泰米爾納德邦負責管轄，面積3,742平方公里，識字率為81.5%，2011年人口3,041,038，人口密度每平方公里813人。

## 外部連結
- Madurai District
- Madurai Blog - for Madurai improvement